# Spilosoma subfascia
Spilosoma subfascia là một loài bướm đêm thuộc phân họ Arctiinae, họ Erebidae.